# Gloria Nuti
Gloria Maria Nuti (Prato, 17 aprile 1957) è una cantautrice italiana, nota anche semplicemente come Gloria, coautrice de Il mare calmo della sera, con cui ha vinto come autrice il Festival di Sanremo 1994 nella sezione Nuove Proposte.

## Biografia
Inizia a 14 anni studiando chitarra, prima da Patrizio Hile e poi da Michele Rainone al Club “Amici della Musica” di Prato. Studia canto da camera dalla professoressa Jema Michelini e flauto traverso dal Maestro Otello Benelli. Dopo varie esperienze con alcuni gruppi locali, nel 1978 entra negli Axiandra di Riccardo Galardini, esibendosi nelle discoteche di Toscana, Emilia Romagna e Liguria. Moreno Polidori diventa il loro produttore e cambia il nome Axiandra con Ayx. Con loro incide per la EMI Italiana il 33 giri di genere fantasy-rock Ayx-Teca, colonna sonora del film del 1978 Rock'n'Roll del regista Vittorio De Sisti, che ha come protagonista la coppia campione del mondo di Acrobatic Rock formata da Rodolfo Banchelli e Sara Biccica. Segue il brano Ayx disco con cui partecipa al Festival di Sanremo 1979 insieme agli Acrobatic Rock.
Nello stesso anno Gloria lascia gli Ayx ed entra nel gruppo fiorentino Extra con cui incide Maria Maddalena per CBS. L'anno successivo fonda il Gioco con il batterista Franco Daldoss. Insieme incidono i singoli E voi cosa dite? e Se avessi una bicicletta per la Koka Records distribuito dalla WEA Italiana.
Dedicatasi alla carriera solista, con lo pseudonimo Gloria Del Gioco partecipa nel 1981 al Festival di Castrocaro con L'emozione. Torna a fare parte di un’altra band, i Video, con i quali incide un album con l'RCA Italiana, che non vedrà mai la luce.
Con Le donne italiane, prodotto da Franco Migliacci e Rodolfo Bianchi, partecipa a Poker di Maggio e un mese dopo a Un disco per l'estate 1985. Nel 1987 collabora con Scialpi, passa poi alla Philips per cui incide un album nel 1989, pubblicato dopo la partecipazione al Festival di Sanremo 1989 con la canzone Bastardo. Sempre nel 1989 realizza il video clip di Dio ed io a Sydney con il regista Marzio Bini.
Nello stesso anno collabora con Rossana Casale, cantando nei cori dell'album Incoerente jazz; come corista collabora negli anni successivi con Renato Zero, Marco Masini, Ladri di Biciclette e Angelo Branduardi.
Nel 1994 scrive con Zucchero Fornaciari e Gian Pietro Felisatti il brano  Il mare calmo della sera, che viene interpretato da Andrea Bocelli e con cui vince come autrice il Festival di Sanremo 1994 nella sezione giovani.
Continua l'attività lavorando spesso dietro le quinte e in sala d'incisione, e torna all'attività solistica nel 2012, pubblicando il cd Ricca di spirito (SER Music), che contiene anche una sua versione di Il mare calmo della sera.

## Discografia

### Con gli Ayx
Album in studio
- 1978 - Ayx-Teca

Singoli
- 1978 - Ayx teca/Ayx incontro due
- 1979 - Ayx Disco/Ayx ritmo (Non è un ufo)

### Da solista
Album in studio
- 1989 - Gloria
- 2012 - Ricca di spirito

Singoli
- 1985 - Le donne italiane/Piccole esigenze
- 1989 - Bastardo/Amore platonico